# Automeris latenigra
Automeris latenigra är en fjärilsart som beskrevs av Lemaire 1966. Automeris latenigra ingår i släktet Automeris och familjen påfågelsspinnare. Inga underarter finns listade i Catalogue of Life.